# Azochis
Azochis é um gênero de mariposa pertencente à família Crambidae.